# リム・ペンデ州
リム・ペンデ州（リム・ペンデしゅう、フランス語: Préfecture de Lim-Pende）は中央アフリカ共和国の州。州都はパウア。北をチャド、東をウハム州、南をウハム・ペンデ州、西をカメルーンと接する。人口は国内で3番目に多い。面積は13,000平方キロメートル、人口は約44万人（2021年推計）。
2021年1月21日、ウハム・ペンデ州北部のパウア、ンガウンダイの2郡が分離し、成立した。

## 下位行政区画
4郡（sous-préfecture）から成る。なお中央アフリカ統計経済社会研究所では3郡とされている。
- パウア（Paoua）
- ンガウンダイ（フランス語版）（Ngaoundaye）
- Ndjim Kodi（Kodiとも）
- タレー（Talé, Taley）

## 出身人物
- アンジュ＝フェリクス・パタセ - 政治家、第5代中央アフリカ共和国大統領